# Loir pygmée de Chine
Typhlomys cinereus
Espèce
Synonymes
- Typhlomys chapensis Osgood, 1932

Statut de conservation UICN

 LC  : Préoccupation mineure
Répartition géographique
Le Loir pygmée de Chine (Typhlomys cinereus) est une espèce de petit rongeur appartenant à la famille des Platacanthomyidae. Les données récentes ne retiennent plus qu'une seule espèce actuelle dans le genre Typhlomys dans la mesure où T. chapensis ne serait qu'une variante un peu plus grosse de T. cinereus.